# Термомодернізація
Термомодернізація багатоповерхових або приватних будинків, це сукупність енергоефективних заходів — від проведення енергоаудиту, встановлення енергоефективного  та регулювального обладнання до утеплення зовнішніх стін, які значно скорочують енергоспоживання населенням.
У національному вимірі, термомодернізація у сфері житлово-комунального господарства є ключовим питанням політики України у галузі енергоефективності в умовах загострення економічної кризи та підвищення цін на газ.  

## Загальна характеристика
Приведення наявної будівлі, лише до найменших сучасних вимог з утеплення й вимог до інженерних систем, дозволяє заощадити до 70% на опаленні та гарячому водопостачанні. 
Термомодернізація складається з кількох етапів: додаткове утеплення будинку з обов’язковим осучасненням системи опалення. У більшості випадків утеплення без модернізації системи опалення, не дає позитивного результату в економії і навіть, навпаки – може призвести до збільшення енергоспоживання. Також під час термомодернізації, осучаснюють системи освітлення та гарячого водопостачання.

## Термомодернізація в Україні
За оцінками експертів сфера житлово-комунального господарства – одна з найенергоємніших. Близько 70 тис. бюджетних закладів, 80 тис. багатоповерхівок, 6,5 млн приватних домогосподарств потребують термомодернізації. Для термомодернізації всіх цих будівель потрібно щонайменше 50 млрд доларів. Потенціал скорочення споживання газу становить 8 млрд м3. Для вирішення цього питання впроваджується практика європейських країн: способи співфінансування енергоефективних заходів, енергосервіс, енергоменеджмент тощо. 
В Україні з метою надання фінансування на термомодернізацію житлового фонду, з 2014 року діє урядова програма "теплих кредитів", згідно якої мешканці багатоквартирних будинків можуть отримати відшкодування на енергоефективні заходи у розмірі до 70% від тіла кредиту.  

## Основні етапи термомодернізації
- Проведення енергоаудиту
- Встановлення енергоефективного обладнання
- Заміна освітлення
- Встановлення багатотарифного електричного лічильника та інших приладів обліку
- Встановлення регулювального обладнання: тепловий пункт, балансувальні клапани, радіаторні терморегулятори
- Утеплення
- Осучаснення вікон, заміна вхідних дверей у під'їздах
- Модернізація вентиляції[8][2]

### Ефективність термомодернізаційних заходів[8]
| Термомодернізаційний захід                                                                       | Зменшення тепловтрат |
| ------------------------------------------------------------------------------------------------ | -------------------- |
| Утеплення огороджувальних конструкцій (стін, даху, суміщеного покриття, перекриття над підвалом) | 20-45%               |
| Заміна вікон на непроникні                                                                       | 25-47%               |
| Модернізація теплового пункту                                                                    | 10-30%               |
| Комплексне осучаснення внутрішньої системи опалення                                              | 10-25%               |